# داویده بیراشی
داویده بیراشی (انگلیسی: Davide Biraschi؛ زادهٔ ۲ ژوئیهٔ ۱۹۹۴) بازیکن فوتبال اهل ایتالیا است.
از باشگاه‌هایی که در آن بازی کرده‌است می‌توان به باشگاه فوتبال جنوآ و باشگاه فوتبال آولینو اشاره کرد.
وی همچنین در تیم ملی فوتبال زیر ۲۱ سال ایتالیا بازی کرده‌است.